# Jofre VII de Rocabertí
Jofre de Rocabertí i de Montcada fou vescomte de Rocabertí des de 1454 a 1479.

## Biografia
Era fill del vescomte Dalmau VIII de Rocabertí i Beatriu de Montcada. Va néixer cap al 1420 i va participar en les corts juntament amb el seu pare, però no era una tasca que li agradés massa, cosa que feu que es retirés als seus dominis, fins que el 1460 davant de la problemàtica entre el rei Joan II i el seu fill Carles de Viana, que portaren a l'empresonament d'aquest últim, Jofre fou nomenat segon cap de l'exèrcit que l'havia d'alliberar de Lleida, sota les ordres del vescomte de Cabrera. Un cop alliberat no formà part de cap comissió política que es designà després i retornà als seus dominis. Un plet li ocupà els primers anys de direcció del vescomtat: el de la baronia de Verges, que volia prendre al seu germanastre Martí Joan de Rocabertí, que va rebre l'ajuda de la branca dels Rocabertí de Cabrenys.
Amb l'esclat de la Guerra Civil Catalana es posà al bàndol de la Generalitat i es dirigí a Girona per assetjar la reina Joana Enríquez sota les ordres del comte de Pallars. A dins de la força hi havia els seus parents Rocabertí de Cabrenys i el seu germà Martí Joan de Rocabertí. Se li encarregà la defensa dels seus passos patrimonials del Pertús i Panissars amb dos mil homes contra l'exèrcit francès del comte de Foix. Participà en les campanyes del Baix Empordà i un dels fets més sonats fou el setge que posà al castell de Palau-saverdera, defensat per dos cunyats seus, i socorregut per un oncle i un cosí. A continuació fou l'encarregat de comandar una ala de l'exèrcit del condestable Pere de Portugal a la batalla de Calaf, que fou una derrota total per a la causa rebel. Al bàndol contrari hi havia fra Bernat Hug de Rocabertí. Fou empresonat i passà set anys de captiveri al Castell de Xàtiva. No se sap perquè restà tant de temps empresonat quan els seus companys aconseguiren la llibertat en breu, potser la manca de recursos o la manca de voluntat de seguir en aquella lluita fratricida.
El 1471 fou alliberat, fruit dels acords que es van arribar amb la Capitulació de Peralada, i es retirà als seus dominis de Peralada, que encara patirien els problemes de la guerra amb França, però no era el noble que hauria d'haver estat, cansat per la guerra i arruïnat, va intentar casar el seu fill amb la filla del vescomte de Cabrera i comte de Mòdica, però ni el rei Joan, ni el seu fill Ferran el Catòlic, ho van permetre. Els Rocabertí de Cabrenys també van pressionar per aquest matrimoni i davant del fracàs fou Pere de Rocabertí, estrella durant el conflicte en el bàndol reialista, qui donà la seva filla Isabel per tal que es pogués casar amb l'hereu del tronc vescomtal. En el fons, malgrat la guerra, la família va restar unida.

## Obres
- Llibre de cetreria, c. 1465-1473. Escrit durant el seu captiveri al castell de Xàtiva o immediatament després, per suggeriment de Pedro d'Eça, capità i cosí segon de Pere de Portugal, com a present per al cardenal Roderic de Borja, aleshores vicecanceller de l'Església i legat papal en una important missió diplomàtica prop de Joan II, del príncep Ferran i d'Isabel de Castella, amb la probable intenció de recuperar el favor reial. Durant un temps es va pensar erròniament que aquesta obra havia estat escrita pel seu antecessor Felip Dalmau I de Rocabertí.

## Núpcies i descendència
Es va casar amb Joana de So i de Castro abans de 1442 i tingué la següent descendència:
- Felip Dalmau II de Rocabertí, l'hereu, casat amb Isabel de Rocabertí, filla de Pere de Rocabertí.
- Pere de Rocabertí, baró de Sant Llorenç de la Muga.
- Guillem Ramon de Rocabertí, que succeí el seu germà a Sant Llorenç.
- Joan de Rocabertí, que fou cavaller de l'orde de Sant Joan de Jerusalem, sota la protecció del seu cosí fra Bernat Hug de Rocabertí.

### Edicions de la seva obra
- Josep Porter Rovira (ed.), Llibre de cetreria compost per lo vescomte de Rocabertí, Barcelona, Asociación de Bibliófilos de Barcelona, 1951 (edició facsímil) [sense cap atribució].
- Jordi Querol San-Abdon (ed.), El Llibre de cetreria del vescomte de Rocabertí: edició i estudi d'un tractat de falconeria escrit a la Corona d'Aragó, treball de recerca del Programa d'Història de les Ciències, Universitat Autònoma de Barcelona, 2004 [atribuït a Felip Dalmau I de Rocabertí].

### Estudis
- Santiago Sobrequés i Vidal, Jofre VIII de Rocabertí, señor de Peralada y el ocaso de la Edad Media en el Alto Ampurdán, Barcelona, Ediciones Biblioteca Palacio de Peralada, 1955.
- Santiago Sobrequés i Vidal, Els barons de Catalunya, Barcelona, Teide, 1957.
- Xavier Trias de Bes, "El Llibre de cetreria del vescomte de Rocabertí: luces y sombras d'un códice catalán del siglo XVI", Anuario de la Asociación de Bibliófilos de Barcelona (1993-1994), 21-36 [atribuït a Martí Onofre I de Rocabertí].
- Lluís Cifuentes, La ciència en català a l'Edat Mitjana i el Renaixement, Barcelona-Palma, Universitat de Barcelona-Universitat de les Illes Balears, 2002 [2a edició revisada i ampliada 2006], p. 153 [atribuït a Felip Dalmau I de Rocabertí].